# 格里明格爾山
格里明格爾山（英語：Mount Grimminger），是南極洲的山峰，位於帕爾默地，處於梅納達斯冰川北岸，海拔高度1,680米，在1940年12月由美國研究隊發現和拍攝空中照片，現時由南極條約體系管理。